# Bernwiller
Bernwiller é uma comuna francesa na região administrativa de Grande Leste, no departamento Alto Reno. Estende-se por uma área de 7,58 km². Em 2010 a comuna tinha 642 habitantes (densidade: 84,7 hab./km²).